# Marvelli jr.
Marvelli jr. (* 7. Juni 1932 in Rendsburg als Olof Becher; † 21. April 2008 in München) war ein deutscher Zauberkünstler.

## Leben
Marvelli wurde 1955 Nachfolger des seinerzeit prominenten Zauberkünstlers Fredo Marvelli. Er übernahm zunächst dessen Darbietungen und erweiterte sein Repertoire um Großillusionen. 
Marvelli bereiste auf seinen Tourneen über 100 Länder. Er verfügte zeitweise über ein Revue-Ensemble von bis zu 55 Personen und einen Elefanten, den er auf der Bühne verschwinden ließ. Wie bereits Marvelli sen. bevorzugte Marvelli Spielstätten der schönen Künste, wie das Deutsche Theater München, den Friedrichstadtpalast und das Frankfurter Opernhaus.
In den 80er Jahren arbeitete er ohne Ensemble als Solokünstler mit verschiedenen Partnerinnen. Er war ein gefragter Künstler im Galabereich und präsentierte oft für die Industrie auf magische Weise neue Produkte. Für das Goethe-Institut tourte Marvelli durch ganz Schwarzafrika.
Er war Gründungsmitglied und langjähriger Sprecher der Interessengemeinschaft professioneller Magier, die die Interessen von Profi-Zauberern in die Öffentlichkeit vertreten sollte.
Marvelli wirkte beim damaligen NWDR in der ersten Unterhaltungssendung des deutschen Fernsehens mit und trat meist bei exponierten Ereignissen wie dem Grand Prix-Vorentscheid, dem ZDF-Traumschiff oder in der Halbzeitpause des Finales der Fußball-WM 1974 auf, deren Ergebnis er scheinbar vorausgesagt hatte. Im damaligen Süddeutschen Rundfunk war er Gastgeber in seiner eigenen magisch-kabarettistischen Fernsehshow. Mit der ersten Sendung am 27. Februar 1979 in der ARD erreichte er eine Sehbeteiligung von 23 % der Fernsehzuschauer. Für Wittus Witt war die Show damit das „magische Ereignis des Jahres 1979“  und „Marvelli [hatte] einen glänzenden Start auf der Mattscheibe“. Auch wenn die Sendungen schon mehr als 40 Jahre zurückliegen, werden sie heute noch als Referenzen für TV-Zauberei gesehen: „Wer kann sich überhaupt  daran erinnern, eine Zaubersendung mit  und von einem deutschen Zauberkünstler im TV erlebt zu haben? Viele zitieren die Sendungen von Olof Marvelli, der es mit seinen drei eigenständigen Abendsendungen geschafft hatte.“
Zweimal wirkte er in der legendären Comedy-Serie Klimbim mit.
Marvelli starb 2008 in München. Seinem Wunsch entsprechend wurde er auf dem Alten Katholischen Friedhof in Dresden, unmittelbar neben der Grabstätte seines Zaubererkollegen Bartolomeo Bosco, beerdigt.